# Victor Florence Pollet

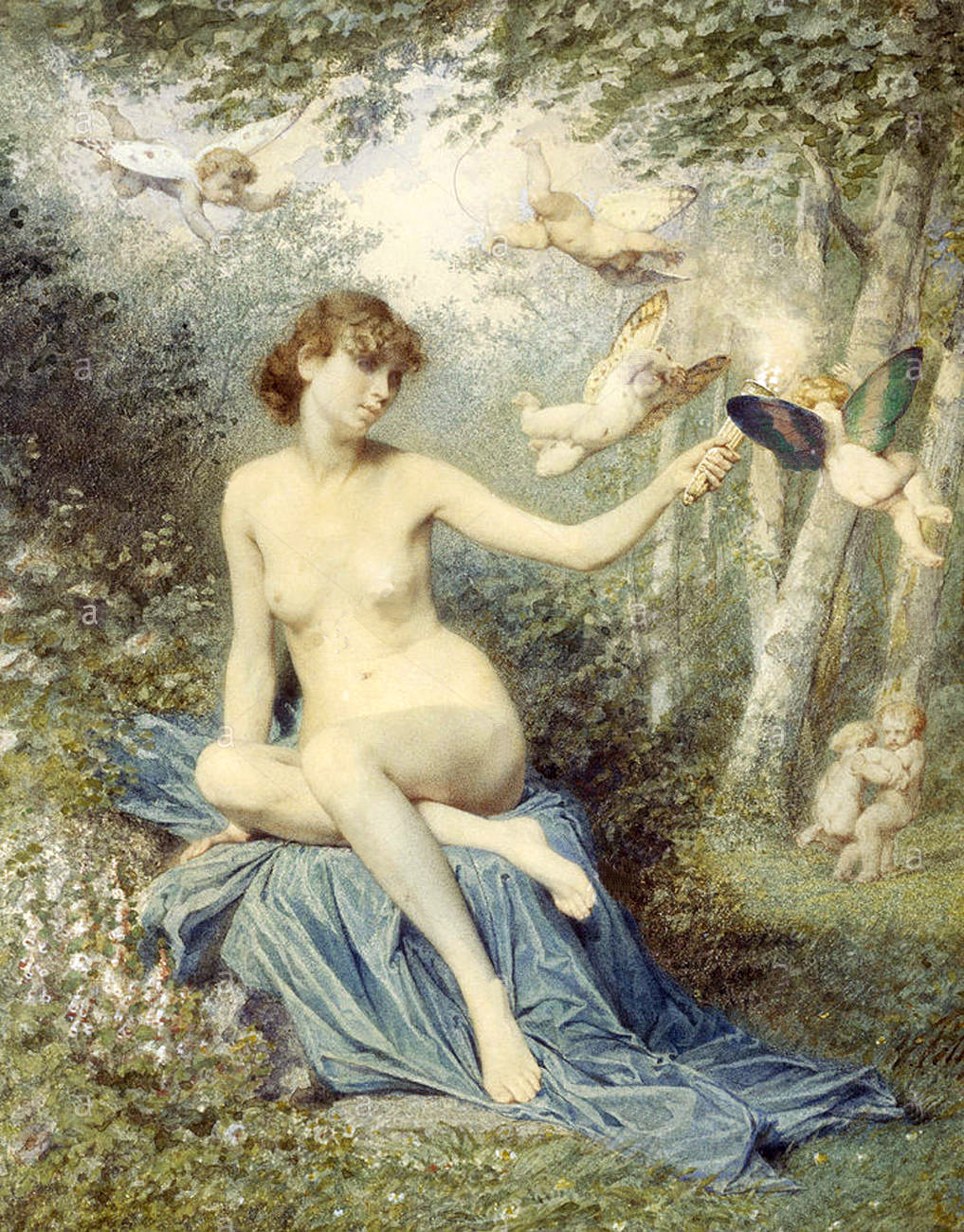
Nymphe

Victor Florence Pollet (* 22. November 1811 in Paris; † 11. Dezember 1882 in Mayenne) war ein französischer Akt- und Historienmaler sowie Kupferstecher.
Pollet war Schüler des Historienmalers Paul Delaroche und des Kupferstechers Théodore Richomme. Er setzte das Studium an der École des beaux-arts de Paris fort. 1838 erhielt er den Prix de Rome für einen Kupferstich. Nach einem Aufenthalt in Rom, wo er sich mit Aquarell und Kupferstich beschäftigte, kehrte er 1845 nach Paris zurück. Pollet schuf zahlreiche Aquarelle sowie Kupferstiche nach eigenen und fremden Vorlagen. Er war mit Pierre Puvis de Chavannes befreundet.